# Severo Ochoa
Severo Ochoa de Albornoz (Luarca, 24 september 1905 – Madrid, 1 november 1993) was een Spaans biochemicus en Nobelprijswinnaar. In 1959 won hij samen met Arthur Kornberg de Nobelprijs voor Fysiologie of Geneeskunde voor de synthese van de nucleïnezuren DNA en RNA.

## Biografie
Severo Ochoa werd geboren als de zoon van Severo Manuel Ochoa, een advocaat en zakenman, en Carmen de Albornoz. Toen Ochoa zeven was stierf zijn vader, waarna hij en zijn moeder verhuisden naar Málaga. Hier volgde Ochoa zijn middelbareschoolopleiding.
Ochoa’s interesse in biologie werd gestimuleerd door publicaties van de Spaanse neuroloog Santiago Ramón y Cajal. In 1923 ging hij naar de medische faculteit van de Complutense-universiteit van Madrid, waar hij hoopte samen te kunnen werken met Cajal. Dit ging niet door omdat Cajal met pensioen ging. In 1929 verkreeg Ochoa zijn MD. In 1931 trouwde hij met Carmen García Cobián.
Van 1931 tot 1938 had Ochoa veel verschillende posities en werkte hij met veel mensen. Zo benoemde Otto Meyerhof hem tot gast-onderzoeksassistent aan het Kaiser Wilhelm Institute for Medical Research in Heidelberg. Van 1938 tot 1941 was hij onderzoeksanalist aan de Universiteit van Oxford. Hij vertrok daarna naar Amerika, alwaar hij wederom verschillende posities kreeg aan meerdere universiteiten. In 1942 werd hij Research Associate in Medicine aan de New York University School of Medicine. Hier werkte hij zich omhoog tot assistent professor in biochemie (1945), professor in farmacologie (1946), professor in biochemie (1954), en voorzitter van het departement van biochemie.
In 1956 kreeg Ochoa de Amerikaanse nationaliteit.
Van 1974 tot 1985 was Ochoa verbonden aan het Roche Instituut voor Moleculaire Biologie waar hij doorging met zijn onderzoek naar eiwitsynthese en de vermenigvuldiging van RNA-virussen. Na het overlijden van zijn echtgenote in 1986 keerde hij terug naar Spanje. In 1993 stierf hij in Madrid.

## Nagedachtenis
Een onderzoekscentrum dat kort na zijn overlijden werd gebouwd, werd naar hem vernoemd. Ook de planetoïde (117435) Severochoa is vernoemd naar Ochoa.
1901: Behring · 
1902: Ross · 
1903: Finsen · 
1904: Pavlov · 
1905: Koch · 
1906: Golgi, Ramón y Cajal · 
1907: Laveran · 
1908: Mechnikov, Ehrlich · 
1909: Kocher · 
1910: Kossel · 
1911: Gullstrand · 
1912: Carrel · 
1913: Richet ·
1914: Bárány · 
1919: Bordet · 
1920: Krogh · 
1922: Hill, Meyerhof · 
1923: Banting, Macleod · 
1924: Einthoven ·
1926: Fibiger · 
1927: Wagner-Jauregg · 
1928: Nicolle · 
1929: Eijkman, Hopkins · 
1930: Landsteiner · 
1931: Warburg · 
1932: Sherrington, Adrian · 
1933: Morgan · 
1934: Whipple, Minot, Murphy · 
1935: Spemann · 
1936: Dale, Loewi · 
1937: Szent-Györgyi · 
1938: Heymans · 
1939: Domagk · 
1943: Dam, Doisy · 
1944: Erlanger, Gasser · 
1945: Fleming, Chain, Florey · 
1946: Muller · 
1947: C. Cori, G. Cori, Houssay · 
1948: Müller · 
1949: Hess, Moniz · 
1950: Kendall, Reichstein, Hench · 
1951: Theiler · 
1952: Waksman · 
1953: Krebs,Lipmann ·
1954: Enders, Weller, Robbins · 
1955: Theorell · 
1956: Cournand, Forssmann, Richards · 
1957: Bovet · 
1958: Beadle, Tatum, Lederberg · 
1959: Ochoa, Kornberg · 
1960: Burnet, Medawar · 
1961: Békésy · 
1962: Crick, Watson, Wilkins · 
1963: Eccles, Hodgkin, Huxley · 
1964: Bloch, Lynen · 
1965: Jacob, Lwoff, Monod · 
1966: Rous, Huggins · 
1967: Granit, Hartline, Wald · 
1968: Holley, Khorana, Nirenberg · 
1969: Delbrück, Hershey, Luria · 
1970: Katz, Euler, Axelrod · 
1971: Sutherland · 
1972: Edelman, Porter · 
1973: Frisch, Lorenz, Tinbergen · 
1974: Claude, De Duve, Palade · 
1975: Baltimore, Dulbecco, Temin ·
1976: Blumberg, Gajdusek · 
1977: Guillemin, Schally, Yalow · 
1978: Arber, Nathans, Smith · 
1979: Cormack, Hounsfield · 
1980: Benacerraf, Dausset, Snell · 
1981: Sperry, Hubel, Wiesel · 
1982: Bergström, Samuelsson, Vane · 
1983: McClintock · 
1984: Jerne, Köhler, Milstein · 
1985: Brown, Goldstein · 
1986: Cohen, Levi-Montalcini · 
1987: Tonegawa · 
1988: Black, Elion, Hitchings · 
1989: Bishop, Varmus · 
1990: Murray, Thomas · 
1991: Neher, Sakmann · 
1992: Fischer, Krebs · 
1993: Roberts, Sharp · 
1994: Gilman, Rodbell · 
1995: Lewis, Nüsslein-Volhard, Wieschaus · 
1996: Doherty, Zinkernagel · 
1997: Prusiner · 
1998: Furchgott, Ignarro, Murad · 
1999: Blobel · 
2000: Carlsson, Greengard, Kandel ·
2001: Hartwell, Hunt, Nurse · 
2002: Brenner, Horvitz, Sulston · 
2003: Lauterbur, Mansfield · 
2004: Axel, Buck · 
2005: Marshall, Warren ·
2006: Fire, Mello ·
2007: Capecchi, Smithies, Evans ·
2008: Zur Hausen, Barré–Sinoussi, Montagnier ·
2009: Blackburn, Greider, Szostak ·
2010: Edwards ·
2011: Beutler, Hoffmann, Steinman ·
2012: Gurdon, Yamanaka ·
2013: Rothman, Schekman, Südhof ·
2014: O'Keefe, Moser, Moser ·
2015: Campbell, Omura, Tu ·
2016: Osumi ·
2017: Hall, Rosbash, Young ·
2018: Allison, Honjo ·
2019: Kaelin, Ratcliffe, Semenza ·
2020: Alter, Houghton, Rice ·
2021: Julius, Patapoutian ·
2022: Pääbo ·
2023: Karikó, Weissman ·
2024: Ambros, Ruvkun